# Alfred Bucherer
Alfred Heinrich Bucherer (Colonia, 9 de julio de 1863-Bonn, 16 de abril de 1927) fue un físico alemán conocido por sus experimentos sobre la masa relativista. También fue el primero en utilizar la frase «teoría de la relatividad» para la teoría de la relatividad especial de Einstein.

## Biografía
Estudió desde 1884 hasta 1899 en la Universidad de Hannover, la Universidad Johns Hopkins, la Universidad de Estrasburgo, la Universidad de Leipzig y la Universidad de Bonn. En Bonn se habilitó en 1899 y enseñó allí hasta 1923. En 1903, publicó el primer libro en alemán basado íntegramente en el cálculo vectorial.
Al igual que Henri Poincaré, Bucherer creía en la validez del principio de relatividad,  es decir, que todas las descripciones de los efectos electrodinámicos deberían contener sólo el movimiento relativo de los cuerpos, no del éter. Sin embargo, fue un paso más allá e incluso asumió la inexistencia física del éter. Basado en esas ideas desarrolló una teoría en 1906, que también incluía el supuesto de que la geometría del espacio es riemanniana. Pero la teoría estaba vagamente formulada y en 1908 Walther Ritz demostró que la teoría de Bucherer lleva a conclusiones erróneas con respecto a la electrodinámica. Y a diferencia de Albert Einstein, él no relacionó su rechazo del éter con la relatividad del espacio y el tiempo.
En 1904 desarrolló una teoría de los electrones en la que los electrones se contraen en la línea de movimiento y se expanden perpendicularmente a ella. Independientemente de él, Paul Langevin desarrolló un modelo muy similar en 1905. El modelo de Bucherer-Langevin fue una alternativa a los modelos electrónicos de:
- Hendrik Lorentz (1899), Henri Poincaré (1905, 1906) y Albert Einstein (1905). en el que los electrones están sujetos a una contracción de longitud sin expansión en la otra dirección
- y el modelo de Max Abraham, en el que el electrón es rígido.

Los tres modelos predijeron un aumento de la masa de los electrones si sus velocidades se acercaban a la velocidad de la luz. El modelo de Bucherer-Langevin fue rápidamente abandonado, por lo que algunos experimentalistas intentaron distinguir entre la teoría de Abraham y la teoría de Lorentz-Einstein mediante experimentos. Esto lo hizo Walter Kaufmann (1901-1905), quien creía que sus experimentos confirmaban la teoría de Abraham y refutaban la teoría de Lorentz-Einstein. Pero en 1908 Bucherer también realizó algunos experimentos y obtuvo resultados que parecen confirmar la teoría de Lorentz-Einstein y el principio de la relatividad. Con excepciones como Adolf Bestelmeyer con quien Bucherer tuvo una polémica disputa, los experimentos de Bucherer fueron considerados decisivos. Pero en 1938 se demostró que todos los experimentos de Kaufmann, Bucherer, Neumann, etc. sólo mostraban un aumento cualitativo de masa, pero eran demasiado imprecisos para distinguir entre los diferentes modelos. Esto duró hasta 1940, cuando equipos experimentales similares fueron lo suficientemente precisos como para confirmar la fórmula de Lorentz-Einstein, ver Experimentos de Kaufmann-Bucherer-Neumann y Pruebas de energía y momento relativistas.
En 1906 fue el primero en utilizar, durante algunas observaciones críticas sobre la teoría de Einstein, la expresión «teoría de la relatividad». Esto se basó en el término «teoría relativa» de Max Planck para la teoría de Lorentz-Einstein, y en 1908 el propio Bucherer rechazó su propia versión del principio de la relatividad y aceptó la «teoría de Lorentz-Einstein».
Posteriormente criticó la relatividad general en algunos artículos. Sin embargo, esta crítica fue rechazada por haber malinterpretó la hipótesis de equivalencia de Einstein.

## Publicaciones
- Bucherer, A. H. (1896). «Die Wirkung des Magnetismus auf die electromotorische Kraft». Annalen der Physik 294 (7): 564-578. Bibcode:1896AnP...294..564B. doi:10.1002/andp.18962940710.
- Bucherer, A. H. (1896). «Nachtrag zu: Die Wirkung des Magnetismus auf die electromotorische Kraft». Annalen der Physik 295 (12): 735-741. Bibcode:1896AnP...295..735B. doi:10.1002/andp.18962951208.
- Bucherer, A. H. (1897). «Berichtigung zu "Magnetismus und electromotorische Kraft"» [Correction to 'Magnetism & Electromotive Force']. Annalen der Physik (en alemán) 297 (8): 807. Bibcode:1897AnP...297..807B. doi:10.1002/andp.18972970814.
- Bucherer, A. H. (1898). «Ueber osmotischen Druck». Annalen der Physik 300 (3): 549-554. Bibcode:1898AnP...300..549B. doi:10.1002/andp.18983000307.
- Bucherer, A. H. (1900). «Zur Theorie der Thermoelektricität der Elektrolyte». Annalen der Physik 308 (10): 204-209. Bibcode:1900AnP...308..204B. doi:10.1002/andp.19003081004.
- Bucherer, A. H. (1902). «Ueber das Kraftfeld einer sich gleichförmig bewegenden Ladung». Annalen der Physik 313 (6): 326-335. Bibcode:1902AnP...313..326B. doi:10.1002/andp.19023130606.
- Bucherer, A. H. (1902). «Berichtigung». Annalen der Physik 314 (9): 496. Bibcode:1902AnP...314..496B. doi:10.1002/andp.19023141015.
- Bucherer, A. H. (1903b). «Über den Einfluß der Erdbewegung auf die Intensität des Lichtes». Annalen der Physik 316 (6): 270-283. Bibcode:1903AnP...316..270B. doi:10.1002/andp.19033160604.
- Bucherer, A. H. (1907). «On a new Principle of Relativity in Electromagnetism». Philosophical Magazine 13 (76): 413-421. doi:10.1080/14786440709463617.
- Bucherer, A. H. (1907). «The Action of Uniform Electric and Magnetic Fields on Moving Electrons». Philosophical Magazine 13: 721. doi:10.1080/14786440709463650.
- Bucherer, A. H. (1908). «On the Principle of Relativity and on the Electromagnetic Mass of the Electron. A Reply to Mr. Cunningham». Philosophical Magazine 15 (87): 316-318. doi:10.1080/14786440809463774.
- Bucherer, A. H. (1909). «Die experimentelle Bestätigung des Relativitätsprinzips». Annalen der Physik 333 (3): 513-536. Bibcode:1909AnP...333..513B. doi:10.1002/andp.19093330305.
- Bucherer, A. H. (1909). «Nachtrag zu meiner Arbeit: "Bestätigung des Relativitätsprinzips"». Annalen der Physik 334 (10): 1063. Bibcode:1909AnP...334.1063B. doi:10.1002/andp.19093341011.
- Bucherer, A. H. (1909). «Antwort auf die Kritik des Hrn. E. Bestelmeyer bezüglich meiner experimentellen Bestätigung des Relativitätsprinzips». Annalen der Physik 335 (15): 974-986. Bibcode:1909AnP...335..974B. doi:10.1002/andp.19093351506.
- Bucherer, A. H. (1910). «Erwiderung auf die Bemerkungen des Hrn. A. Bestelmeyer». Annalen der Physik 338 (14): 853-856. Bibcode:1910AnP...338..853B. doi:10.1002/andp.19103381414.
- Bucherer, A. H. (1912). «Die neuesten Bestimmungen der spezifischen Ladung des Elektrons». Annalen der Physik 342 (3): 597-598. Bibcode:1912AnP...342..597B. doi:10.1002/andp.19123420311.
- Bucherer, A. H. (1922). «Gravitation und Quantentheorie». Annalen der Physik 373 (9): 1-10. Bibcode:1922AnP...373....1B. doi:10.1002/andp.19223730902.
- Bucherer, A. H. (1922). «Gravitation und Quantentheorie. II». Annalen der Physik 373 (14): 545-550. Bibcode:1922AnP...373..545B. doi:10.1002/andp.19223731403.
- Bucherer, A. H. (1924). «Die Rolle des Standorts in der Relativitätstheorie. Eine Antwort auf die Kritik des Hrn. A. Wenzl». Annalen der Physik 378 (5–6): 397-402. Bibcode:1924AnP...378..397B. doi:10.1002/andp.19243780506.
- Bucherer, A. H. (1924). «Berichtigung zur Arbeit "Die Rolle des Standorts in der Relativitätstheorie"». Annalen der Physik 379 (9): 104. Bibcode:1924AnP...379..104B. doi:10.1002/andp.19243790906.